# Arnaud Dudek
Pour les articles homonymes, voir Dudek.
Arnaud Dudek est un écrivain français né en 1979 à Nancy.

## Biographie
Arnaud Dudek est né en 1979 à Nancy. Il suit dans cette ville ses études secondaires et supérieures.
Dans un entretien pour La Quinzaine littéraire, il se souvient de son enfance :
```
| 
Velimir Mladenović:  Comment  vous souvenez-vous de votre enfance ?

| 
AD
 : Très peu de souvenirs avant cinq ans. Globalement, une enfance blanche et solitaire de garçon unique, maladivement timide et à l’imagination débordante, un garçon qui avait des amis imaginaires, qui s’entraînait parfois à marcher les yeux fermés – au cas où je devienne brusquement aveugle –, qui aimait écouter les souvenirs d’ancien combattant de sa grand-mère et des amis de celle-ci, qui s’astreignait à lire une page du dictionnaire tous les jours… Mais une enfance heureuse, malgré tout. Mes parents n’ont pas été avares en amour, d’autant plus que leur enfance, dans des genres différents, n’avait pas été simple
[
2
]
.
```

Il publie son premier roman en 2012. Remarqué par la critique littéraire, Rester sage figure dans la sélection finale du Prix Goncourt du premier roman.
En 2022, Arnaud Dudek obtient le Prix Erckmann-Chatrian, le Goncourt lorrain, pour Le Coeur arrière.
En 2024, il aborde le thème du harcèlement scolaire avec Un Printemps en moins.

## Collaborations
Arnaud Dudek a publié des textes dans plusieurs revues littéraires, dont Les Refusés et la Revue Décapage.
Il a également participé aux ouvrages collectifs suivants :
- 2013 Le tour du jazz en 80 écrivains, nouvelles, Alter Ego Éditions[4].
- 2015 La vie des nombres, nouvelles, Chemin de fer Éditions[5].
- 2016 Louane, aujourd'hui l'avenir, biographie écrite par François Alquier, Éditions du moment[6].

## Sélections et récompenses
- 2012 Rester sage est sélectionné pour le prix Goncourt du premier roman[7].
- 2012 Rester sage est sélectionné pour le prix Méditerranée des lycéens[8].
- 2013 Les fuyants est sélectionné pour le prix des lycéens et apprentis de Bourgogne[9].
- 2013 Les fuyants dans la sélection des romans de la rentrée FNAC[10].
- 2019 Tant bien que mal lauréat du prix Saint-Sernin[11].
- 2019 Génie biologique, texte écrit pour le théâtre, est coup de cœur du comité de lecture du Rond-Point[12].
- 2022 Le Coeur arrière remporte le prix Erckmann-Chatrian[13].

## Traductions
- 2013 Rester sage est traduit en néerlandais : Braaf Blijven, Uitgeverij Nobelman[14]
- 2016 Une plage au pôle Nord  est traduit en allemand : Strand am Nordpol, Austernbank Verlag[15]
- 2020 On fait parfois des vagues est traduit en néerlandais : Je maakt soms golven, Uitgeverij Nobelman[14]
- 2024 Rester sage est traduit en hongrois : Légy észnél, Helikon[16]